# Тепенчак Олександр Васильович
Олександр Васильович Тепенчак — український тренер, кандидат у майстри спорту зі спортивного орієнтування, молодший сержант Збройних Сил України, учасник російсько-української війни, що загинув у ході російського вторгнення в Україну в 2022 році.

## Життєпис
Олександр Тепенчак народився 25 серпня 1977 року в місті Коростишів на Житомирщині. Після закінчення загальноосвітньої школи № 5 рідного міста навчався у Вінницькому державному педагогічному університеті. Потім працював за фахом — тренером зі спортивного орієнтування в місті Дніпропетровськ. Став кандидатом у майстри спорту зі спортивного орієнтування. Пізніше працював фрезерувальником. У 2014 році з початком війни на сході України пішов до лав ЗСУ в складі АТО. Звільнився 2016 року у званні молодшого сержанта. З початком повномасштабного російського вторгнення в Україну був призваний першочергово по мобілізації. Обороняючи селище Солодке Волноваського району на Донеччині 20 березня 2022 року отримав поранення несумісні з життям. Похований Олександр Тепенчак 1 липня 2022 року в рідному Коростишеві на Житомирщині.

## Нагороди
- Орден «За мужність» III ступеня (2022, посмертно) — за особисту мужність і самовіддані дії, виявлені у захисті державного суверенітету та територіальної цілісності України, вірність військовій присязі[4].

## Дивіться також
- Список українських спортсменів, тренерів і функціонерів, що загинули під час Революції гідності чи внаслідок російської агресії в Україні